# Mike Hezemans
Mike Hezemans (Eindhoven, 1969. július 25. –) holland autóversenyző. A szintén sikeres túraautó-versenyző, Toine Hezemans fia.

## Pályafutása
1997 óta rendszeres résztvevője az FIA GT világbajnokságnak. Négy alkalommal (2000, 2001, 2008, 2009) végzett az összetett második helyen a bajnoki értékelésben, valamint tizenegy futamon lett első.
Mike állandó résztvevője hosszútávú versenyeknek. Több alkalommal indult a Le Mans-i 24, valamint a Sebringi 12 órás versenyen.

## Külső hivatkozások
- Hivatalos honlapja